# Малі броньовані артилерійські катери проєкту 58155
Малі броньовані артилерійські катери проєкту 58155 (шифр «Гюрза-М») — тип малих броньованих артилерійських катерів спроєктований «Дослідно-проєктним центром кораблебудування» (м. Миколаїв).
Був розроблений на основі проєкту 58150 («Гюрза») — на відміну від попередника має дещо більші розміри, потужнішу силову установку та досконаліше озброєння. Катери почали надходити на озброєння ВМС України наприкінці 2015 року.
Катер став однією зі складових для «москітного флоту» — концепції розвитку українських ВМС після анексії Криму Росією 2014 року.
У 2017 році озвучувалися плани щодо використання цих катерів у Азовському морі, і з вересня 2018 року перші катери були передислоковані до нього на Азовську військово-морську базу.
У 2022 році всі ракетні катери проєкту 58155 «Гюрза-М», які входили до складу Азовської флотилії, були захоплені збройними силами Російської Федерації внаслідок російського вторгнення в Україну. Таким чином, станом на червень 2022 року у складі ВМС України перебувало лише три з восьми ракетних катерів даного типу.

## Конструкція

### Огляд
Бронекатер проєкту 58155 («Гюрза-М») спроєктований «Дослідно-проєктним центром кораблебудування» і є подальшим розвитком річкових броньованих катерів проєкту 58150 («Гюрза»). Проєкт розроблений в ініціативному порядку під керівництвом головного конструктора С. В. Кривка. Катер проєкту 58155 («Гюрза-М») більший за свого попередника.
Попри певну схожість з «річковими» катерами проєкту 58150 «Гюрза», катери проєкту 58155 «Гюрза-М» мають й низку істотних відмінностей: у них інші габарити, власні конструктивні рішення, силова установка, системи озброєння, модулі, тощо. Таким чином, «Гюрза-М» — морський катер, повністю пристосований для дій на морі.
Бронекатери призначені для несення бойової вахти в прибережній морській смузі. До переліку завдань входять: патрулювання, охорона водних рубежів, боротьба з малорозмірними судами супротивника, захист берегових стаціонарних і плавучих гідротехнічних об'єктів та споруд, сприяння десантним і прикордонним групам, забезпечення безпеки мореплавання, а також сприяння в питаннях розвідки, доставки, постачання.
Станом на червень 2018 року в конструкцію бронекатерів було внесено близько сімдесяти змін. Також на катери було встановлене «додаткове оснащення» що за словами командувача ВМС Ігоря Воронченка має стати «несподіванкою для супротивника». Станом на 2019 рік вже побудовані катери та ті, що будуються, продовжують модернізувати та дооснащувати новим озброєнням та обладнанням.

### Корпус та рушій

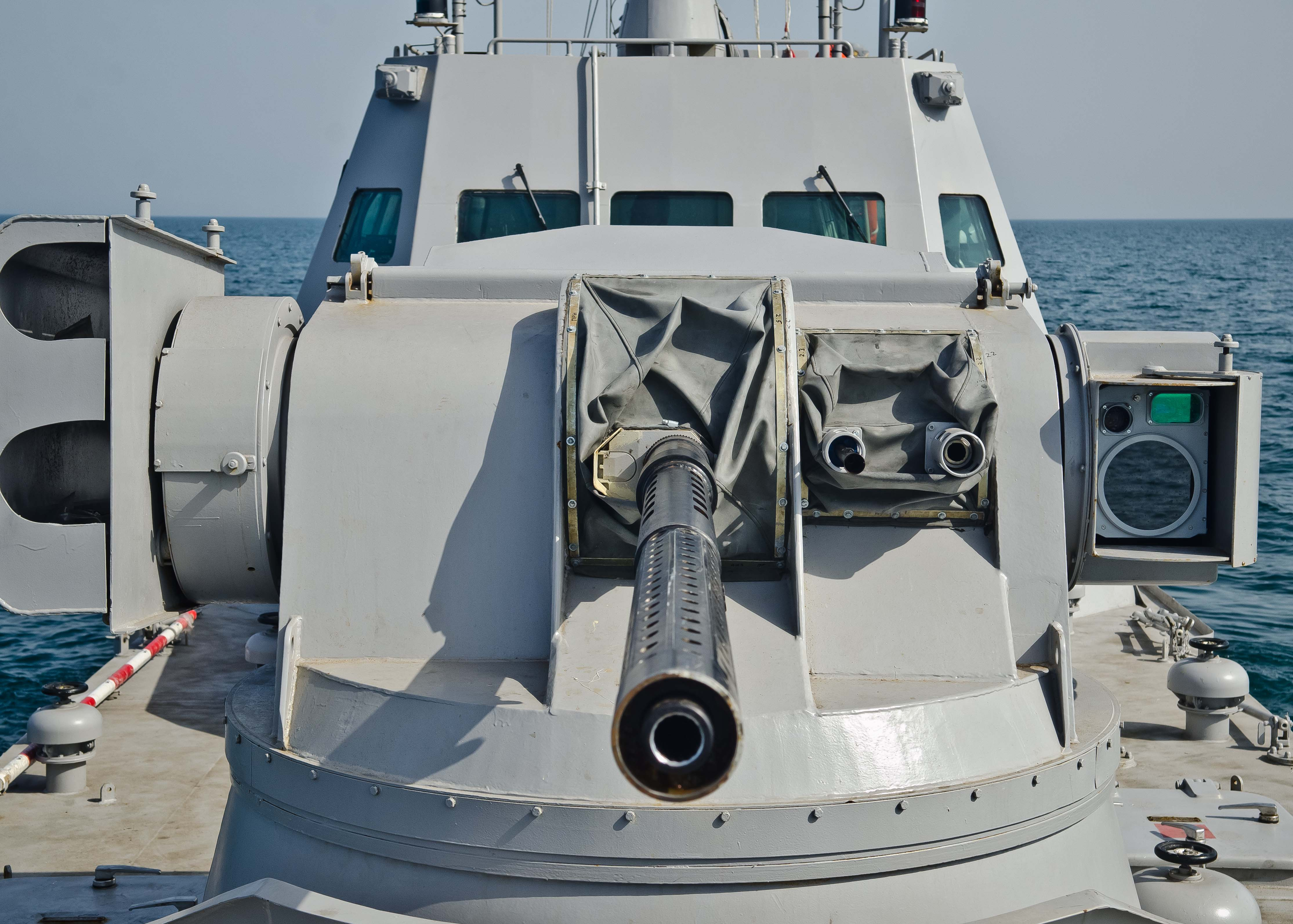
КАУ-30М («Катран-М»)

Корпус та вікна броньовані. Особливості форм корпусу та нахил бортів роблять катери малопомітними на радарах, а фарбування — в оптичному діапазоні.
Конструкція чотирьох катерів другої серії, які були спущені на воду у червні 2017 року, зазнала змін, оскільки ходові випробування перших двох МБАКів показали, що вони не виходять на заплановану максимальну швидкість у 25 вузлів. Тому в конструкцію чотирьох наступних катерів були внесені зміни: був замінений гребний гвинт та здійснений перерахунок валової лінії. Це дозволило вийти на номінальні показники швидкості у понад 25 вузлів. Було змінено компонування машинного відділення — встановлено захист валової лінії для покращення техніки безпеки під час експлуатації, а також замінене розташування пожежного насосу в житловому відсіку.

### Озброєння
Озброєння катера складає два дистанційно керованих морських бойових модуля БМ-5М.01 «Катран-М» виробництва ДП «Миколаївський ремонтно-механічний завод», які є варіантом бойового модуля БМ-3 «Штурм» для бронетехніки. Кожен модуль «Катран-М» має 30-мм автоматичну гармату ЗТМ-1, 30-мм автоматичний гранатомет КБА-117 та 7,62-мм кулемет КТ, а також дві ПТРК «Бар'єр» з лазерною системою наведення. Катер оснащений оптико-електронною системою керування вогнем а також має комплект переносного ЗРК.
У листопаді 2018 року P177 «Кременчук» здійснив успішні навчальні стрільби з ПТРК «Бар'єр» в районі Бердянської коси в Азовському морі хоча іще станом на вересень 2018 року ПТРК на катерах не були придатні до використання через неготовність системи наведення в умовах моря.
Поліпшена, в порівнянні з варіантом для бронетехніки, система стабілізації гармати в бойовому модулі дає можливість вести вогонь навіть за 3-бального шторму.
Завдяки уніфікації передбачена можливість встановлення інших бойових модулів залежно від основного призначення катера.

### Електроніка
Крім того, катер обладнаний РЛС «Дельта-М», оптико-електронною системою управління вогнем артилерії малого і середнього калібру ОЕлС «Sarmat», датчиками виявлення лазерного випромінювання.
МБАКи планували озброїти системою постановки пасивних перешкод німецького виробництва, але через складнощі у закупівлі такого обладнання від них відмовились і для катерів була розроблена вітчизняна система постановки пасивних перешкод. Починаючи з другої серії катери обладнані 50-мм автоматичною системою постановки димових перешкод УППП-20 мультиспектральними димовими снарядами, яка призначена для захисту військових та цивільних транспортних засобів від несподіваних атак. Спрацювання системи відбувається після надходження сигналу від зовнішніх датчиків на пульт керування, при цьому система розпізнає загрозу та здійснює постріл мультиспектральними димовими снарядами у сторону руху загрози.
Для захисту під час стоянки, у грудні 2018 року очікувалося встановлення на всі МБАКи гідроакустичних станцій. Спочатку розглядався варіант встановлення вітчизняної ГАС «Тронка», але вона не видала очікуваних від неї результатів під час випробувань, тому було обрано ГАС з Німеччини Cerberus. Ця станція дозволяє виявляти водолаза з аквалангом замкнутого циклу в радіусі у 700 метрів та в автоматичному режимі сповіщати оператора. Її характеристики:
- робочі температури: від -2° до 35° по Цельсію
- робочі глибини: від 2 до 50 метрів
- кут огляду по горизонталі: 360°

Останній катер серії «Костопіль» отримав протидиверсійну гідроакустичну станцію «Cerberus Mod 2» виробництва німецької компанії «Atlas Elektronik».

### Ракетне озброєння
19 листопада 2018 підрозділи ВМС України в Азовському морі поблизу Бердянської коси провели бойові стрільби. У супроводі буксира «Корець» стрільби проводив малий броньований артилерійський катер (МБАК) «Кременчук», озброєний бойовими модулями «Катран-М». Вперше в Азовському морі був застосований протитанковий ракетний комплекс (ПТРК) «Бар'єр», який адаптований виробником до морських умов, комплекс успішно вразив всі мішені. Екіпаж отримав новий досвід застосування сучасних українських ПТРК на морі.
В районі стрільб був помічений прикордонний корабель ФСБ РФ, який постійно знаходився біля району проведення стрільб. Провокацій з боку росіян на цей раз не було.
В жовтні 2021 року британське видання The Times повідомило, що британське міністерство оборони веде переговори з Україною про продаж високоточних озброєнь, зокрема, ракет Brimstone для озброєння ними МБАК «Гюрза-М» та інших катерів зі складу ВМС України.

### Авіаційна складова
7 липня 2019 року на святкуванні Дня ВМС України було представлено безпілотний літальний авіаційний комплекс «F-2M» розробки ТОВ «Безпілотні технології», призначений до використання на малих кораблях та катерах. Його використання заплановане й на цих катерах.

## Історія

### Розробка проєкту
25 жовтня 2012 року у Києві, на публічному акціонерному товаристві «Завод „Ленінська кузня“» відбулася урочиста церемонія закладки двох броньованих артилерійських катерів проєкту 58155 «Гюрза-М» для Військово-Морських Сил Збройних Сил України. Будівництво катерів, спроєктованих «Дослідно-проєктним центром кораблебудування», здійснюватиметься згідно контракту, укладеного між Міністерством оборони України і ПАТ «Завод „Ленінська кузня“». Всього до 2017 року планувалося збудувати 9 катерів «Гюрза-М».
Закладні дошки на два закладні блоки катерів у присутності працівників підприємства прикріпили перший заступник Міністра оборони України Олександр Олійник, перший заступник начальника Генерального штабу Збройних Сил України віце-адмірал Ігор Кабаненко, командувач Військово-Морських Сил Збройних Сил України віце-адмірал Юрій Ільїн та голова правління ПАТ «Завод „Ленінська кузня“» Валерій Шандра
Після окупації Росією Криму 2014 року, і виведення частин Військово-морських сил на материк, перед керівництвом Збройних сил постало питання про створення вітчизняного флоту фактично з нуля. Командування ВМС серед багатьох варіантів розвитку обрало концепцію «москітного флоту». Ця концепція передбачає створення легких катерів різноманітного призначення, як основу корабельного складу флоту. Одним з катерів для таких функцій було обрано МБАК проєкту 58155 «Гюрза-М».
У липні 2015 року повідомлялося, що катери «Гюрза-М» почнуть надходити на озброєння Українських ВМС наприкінці 2015 року.

### Спуск першої пари катерів
11 листопада 2015 року в Києві відбувся урочистий спуск на воду першого катера «Гюрза-М» побудованого для ВМС України. Судну дали назву «Білгород-Дністровський».
7 квітня 2016 року відбулась урочиста закладка наступних чотирьох малих броньованих артилерійських катерів проєкту 58155 на замовлення Міністерства оборони України. У заході взяли участь представники керівного складу Ради національної безпеки і оборони України, Міністерства оборони, Генерального штабу Збройних Сил України, Військово-Морських Сил, керівництво та працівники підприємства.
9 вересня 2016 року малі броньовані артилерійські катери U174 «Аккерман» та U175 «Бердянськ» на навчальних стрільбах у супроводі фрегату «Гетьман Сагайдачний» виявили російський протичовновий корабель «Смєтлівий», який провів захоплення цілі й вів українські кораблі своїм бортовим озброєнням. «Гетьман Сагайдачний» поставив димову завісу під покровом якої катери підійшли ближче до російського корабля, розділилися та взяли його в напівобхват. Кораблі були готові до бою, снаряди були вже у люфі. «Смєтлівий» був змушений відступити. Таким чином «український москітний флот» здобув свою першу перемогу.
В листопаді 2016 року були успішно завершені державні випробування МБАК «Аккерман» і «Бердянськ», обидва катери відправлені на пофарбування. Катери під час випробувань, що відбувалися на тлі тактичних флотських навчань показали дуже гарні ходові якості, безперебійну роботу систем і механізмів, а також живучість та надійність матеріальної частини. Особлива увага була приділена роботі бойових модулів та апаратури навігації. Вже в морі на полігоні бойової підготовки було перевірено швидкість ходу катерів, роботу апаратури навігації, можливості енергетичної установки, маневреність катерів, рульовий, якірний, швартовно-буксирний та леєрний пристрої. Крім того, було перевірено дальність плавання, спроможності кормових та носових бойових модулів, апаратуру навігації та герметизацію зовнішнього контуру катерів.
Станом на 2017 рік більшість серед артилерійських катерів на озброєнні ВМС України становлять катери проєкту 363У, 1972—1973 років випуску (в тому числі U172 «Рівне»), також у строю один артилерійський катер проєкту 1400М «Гриф» — U170 «Скадовськ». За повідомленнями Командування ВМС України, у зв'язку із введенням до бойового складу нових МБАК типу «Гюрза-М» (очікується 18 катерів до 2020 року), інші катери планується поступово (до 2020 року) вивести з бойового складу ВМС ЗС України.

### Наступні катери
20 червня 2017 з'явилося фото третього катера, готового до спуску на воду.
22 червня 2017 проведено технічний спуск на воду катера з бортовим номером U179. Урочистий спуск на воду декількох катерів планується протягом наступних днів.
24 червня 2017 капітаном катера U179 став один з колишніх курсантів Академії військово-морських сил імені П. С. Нахімова, випускник Інституту військово-морських сил НУ «ОМА», який вийшов з Криму після його анексії Росією в 2014 році. Хрещеною матір'ю катера U179 стала волонтер Ірина Перкова. Назву для катера станом на 25 червня 2017 року ще не обрано. Також є попереднє рішення командування ВМС називати всі катери за малими містами України, звідки родом моряки, які загинули у війні на сході України.
29 червня 2017 урочисто спущений на воду малий артилерійський броньований катер типу «Гюрза-М» з бортовим номером U178. Хрещеною матір'ю «Гюрзи-М» стала народна артистка України, переможниця «Євробачення-2004» співачка Руслана.
В липні 2017 катери «Аккерман» та «Бердянськ» взяли участь у спільних з ВДВ навчаннях, де здійснили прикриття під час переправи техніки та особового складу підрозділів Високомобільних десантних військ через річку Південний Буг. У ході навчань військові моряки провели спостереження та маскувальні дії, зокрема поставили димову завісу. Бойові одиниці українських ВМС виконали вправи бойової стрільби по береговій цілі, метою яких було знищення диверсійно-розвідувальної групи умовного противника.
9 вересня 2017 до Одеси прибули два малі броньовані артилерійські катери: U176 МБАК-03 «Вишгород» та U179 МБАК-06 «Нікополь». За інформацією командира 1-ї бригади надводних кораблів капітана 2 рангу Дмитра Глухова, плавання відбулось згідно графіку, виходу з ладу вузлів і механізмів не сталося, поставлені завдання виконані. За словами активіста Українського мілітарного порталу Тараса Чмута у нових катерах враховано досвід використання «Бердянська» та «Аккерману» низкою дрібних модифікацій.
21 вересня 2017 на Дніпрі в Києві було помічено ще два МБАК цього проєкту з бортовими номерами U177 та U178 які прямували на південь до Одеси. А вже надвечір 24 вересня вони прибули до Одеського порту. Трьома бронекатерами типу «Гюрза-М» з чотирьох, які прибули до Одеси у вересні, командують лейтенанти, які випустилися в 2017 році з Інституту військово-морських сил НУ «ОМА». Четвертий командир — старший лейтенант. За словами прес-секретаря, капітана І рангу Олега Чубука, це принципова позиція командування — призначати на ці посади молодих офіцерів.
5 грудня 2017 відбулася урочиста церемонія найменування чотирьох новозбудованих катерів, які отримали назви «Вишгород», «Кременчук», «Лубни» та «Нікополь». Також у Чорному морі було проведено тактичне навчання малих броньованих артилерійських катерів у складі 6 одиниць (24 ОДнРК), за яким, перебуваючи на борту фрегата «Гетьман Сагайдачний» спостерігав командувач ВМС України.
31 грудня 2017 броньовані катери U174 «Аккерман» та U175 «Бердянськ» з доглядовою командою на борту підтримали спецоперацію за участі ракетного катера «Прилуки» та катера морської охорони ДПСУ з представниками СБУ на борту із затримання судна-порушника з контрабандним товаром на борту в акваторії Одеської області. Судно порушник під прапором Танзанії намагалося втекти від українських катерів, в результаті чого ракетний катер «Прилуки» відкрив попереджувальний вогонь з артилерійської установки по курсу судна, яке було зупинено та відконвойовано до порту Одеса.
1 липня 2018 в рамках урочистого святкування Дня ВМС в Одесі відбулась церемонія введення до складу флоту чотирьох малих броньованих артилерійських катерів. Катери отримали назви українських міст: «Вишгород», «Кременчук», «Лубни» та «Нікополь». Привітати військових моряків зі столиці прибула делегація на чолі з міністром оборони України Степаном Полтораком. Після завершення випробувань та включення до бойового складу 01.07.2018 р. чотирьох МБАК (бортові номери U176, U177, U178, U179), їх кількість у ВМС України склала загалом шість одиниць, що робить МБАК проєкту 58155 основним артилерійським катером Військово-Морських Сил України.
5 вересня 2020 до складу ВМС введено сьомий МБАК «Костопіль»
30 вересня 2021 на підприємстві ПрАТ «Кузня на Рибальському» відбувся спуск на воду восьмого корпусу малого броньованого артилерійського катеру проєкту 58155.

### Азовська флотилія
Через загострення протистояння в Азовському морі за результатами засідання 6 вересня 2018 року Ради національної безпеки і оборони України було прийнято рішення про посилення військово-морської присутності в Азовському морі, створення там корабельно-катерного угрупування ВМС ЗСУ, розбудову відповідної інфраструктури, забезпечення підрозділів берегової оборони новітньою високоточною ракетною зброєю тощо.
Порівняно невеликі габарити катерів стали у нагоді із загостренням ситуації в Азовському морі, оскільки стало можливим швидко перекинути два катера суходолом, без потреби проходити Керченську протоку, яка опинилась під повним контролем російських загарбників. Вже 8 вересня 2018 року у мережі з'явилося фото автомобільної платформу із катером, що ранком рухався вулицями Бердянську. Очікується перекидання на Азовське море трьох Малих броньованих артилерійських катерів, що станом на вересень 2018 року будуть одними з найбільш потужних одиниць у цьому морі.
У травні 2018 року росіяни перекинули сюди по внутрішніх водах три артилерійські катери типу «Шмель» зі складу Каспійської флотилії ВМФ РФ.
Станом на 11 вересня 2018 року на воду в Бердянську було спущено два МБАКи: Р-177 «Кременчук» і Р-178 «Лубни».
При переведенні до Азовського моря МБАКів «Бердянськ» та «Нікополь» морським шляхом стався Керченський інцидент, в ході якого катери потрапили в полон росіян.
Згодом до Азовського моря сухопутним шляхом переведено також МБАКи: P-174 «Аккерман» та P-179 «Вишгород»

## Бойове застосування

### Російсько-українська війна

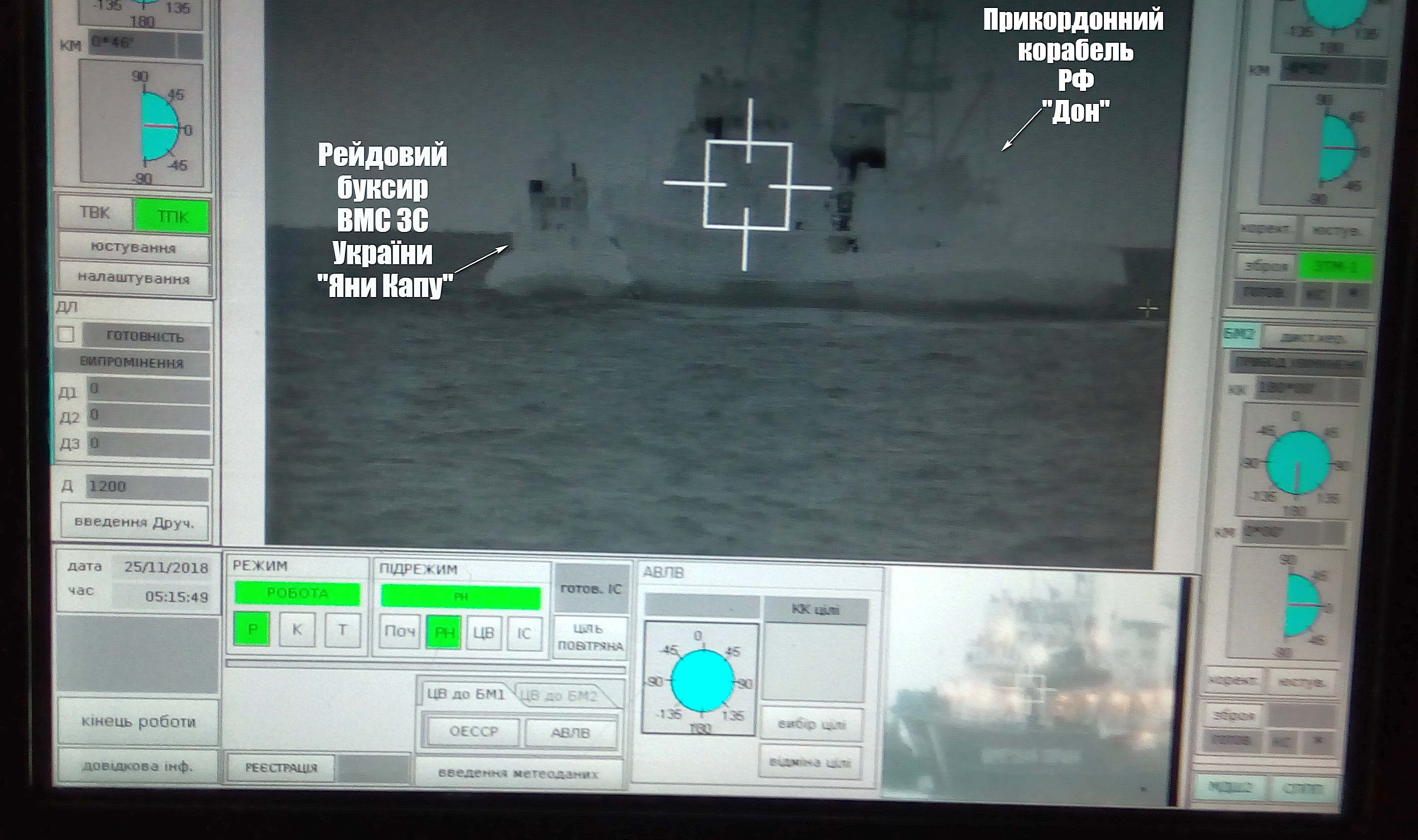
Буксир «Яни Капу» атакований російським сторожовим кораблем «Дон»

25 листопада 2018 року МБАКи «Бердянськ», «Нікополь» та рейдовий буксир «Яни Капу» здійснювали плановий перехід з порту Одеси до порту Маріуполь Азовського моря. Буксир «Яни Капу» зазнав тарану з боку російського прикордонного корабля «Дон».
Близько 20 год.10 хв. за Київським часом катери були атаковані ЗС та ФСБ РФ під час відходу на місце базування. Катери зазнали вогневого ураження та втратили можливість самостійно продовжувати рух. У результаті, близько 20:50 за Київським часом, катери разом з екіпажем були захопленні спецпідрозділами ФСБ Росії.
Катери брали активну участь у відсічі повномасштабного російського вторгнення з лютого 2022 року.
Разом із захопленням міста Бердянськ, в порту Бердянськ було втрачено «Корець» та інші два МБАКи — Р174 «Акерман» і Р172 «Вишгород». Росіяни вже відбуксували ці артилерійські катери до Новоросійська.
В ході бойових дій по обороні міста Маріуполь російськими загарбниками було захоплено МБАК «Кременчук». Водночас, доля іншого МБАКа, який перебував у Маріуполі, P178 «Лубни» — станом на середину квітня невідома 2022 року.
Катери брали активну участь в обороні Очакова, зокрема підтримували вогнем українських військових або ж проводили евакуацію рейдових груп. Наприкінці 2022 року з катера цього проєкту був збитий російський розвідувально-ударний БПЛА Mohajer-6.

## Досвід використання
У вересні 2017 року Український мілітарний портал, не уточнюючи джерел інформації, назвав перелік проблем, що суттєво обмежують можливості катерів класу «Гюрза-М» скласти основу для «москітного флоту» України, що були виявлені в ході експлуатації:
1. Недостатня морехідність — через малу водотоннажність «Гюрза-М» здатен виходити в море при хвилях до 4 балів.
2. Обмежені можливості для використання озброєння — «Гюрза-М» може використовувати озброєння при хвилях лише до 2 балів.
3. Відсутнє протикорабельне озброєння — «Гюрза-М» має 30-мм гармату та ПТРК «Бар'єр», що дозволяє боротись тільки з катерами подібного класу, та на незначній відстані. Крім того, протитанкові ракети ще не були встановлені на катери. Пуски ПТРК в Азовському морі показали неефективність використання даного озброєння в морських умовах, зокрема через хитавицю неможливо нормально використовувати лазерний приціл.

Проте основним призначенням катерів є захист від морського десанту, імовірність якого за умов шторму надзвичайно мала, тому катери здатні ефективно діяти у прибережній зоні та на мілині за рахунок меншої морехідності.
Завдання боротьби з кораблями супротивника перед катерами цього проєкту не ставилось. Натомість, основним їхнім призначенням було у стислі терміни та за прийнятну ціну наростити можливості військово-морського флоту після тяжких втрат 2014 року.
На думку Валерія Шандри, голови правління заводу-виробника, вдалим виявився і вибір силової установки: дизельних двигунів виробництва фірми Caterpillar. Завдяки цьому кожен катер, пройшовши понад 3000 морських миль протягом лише 2017 року, потребував тільки поточного технічного огляду (заміна фільтрів та масел). В той час як дизельні двигуни для корветів радянської розробки М-500 та М-503 мають ресурс на рівні 3000 годин, після чого потрібно робити складний і тривалий капітальний ремонт.

## Оператори
- Україна
  -  Військово-Морські сили Збройних сил України: Станом на грудень 2020 року у складі 4 катери цього типу.
- Росія: на захоплених в боях за Бердянськ (2022) катерах Р174 «Акерман» і Р172 «Вишгород» штатне озброєння було замінено на 2М-3, що може свідчити про плани експлуатації[1].

## Перелік катерів проєкту
Кольори таблиці:
- — недобудований або утилізований не спущеним на воду
- — діє у складі ВМС України
- — списаний, утилізований чи втрачений
- — знищений, втрачений у бойових діях
- — знаходиться на зберіганні

| Назва               | б/н         | Виробник                | Зав. № | Дата закладки | Спуск на воду | Введення до складу | Флот        | Статус           | Стан |
| ------------------- | ----------- | ----------------------- | ------ | ------------- | ------------- | ------------------ | ----------- | ---------------- | --- |
| МБАК-01 «Аккерман»  | P174 (U174) | «Кузня на Рибальському» | 01023  | 25.10.2012    | 11.11.2015    | 06.12.2016         | ВМС України | Зазнав ушкоджень | 2022 року захоплений російськими військами внаслідок російського вторгнення в Україну                                                                                         |
| МБАК-02 «Бердянськ» | P175 (U175) | «Кузня на Рибальському» | 01024  | 25.10.2012    | 11.11.2015    | 06.12.2016         | ВМС України | У строю          | Захоплений 25 листопада 2018 року російськими військами під час зіткнення поблизу Керченської протоки. 18 листопада 2019 був повернений Україні. У складі Західної бази ВМСУ. |
| МБАК-03 «Нікополь»  | P176 (U176) | «Кузня на Рибальському» | 01028  | 07.04.2016    | 20.06.2017    | 01.07.2018         | ВМС України | У строю          | Захоплений 25 листопада 2018 року російськими військами під час зіткнення поблизу Керченської протоки. 18 листопада 2019 був повернений Україні. У складі Західної бази ВМСУ. |
| МБАК-04 «Кременчук» | P177 (U177) | «Кузня на Рибальському» | 01029  | 07.04.2016    | 30.06.2017    | 01.07.2018         | ВМС України | Зазнав ушкоджень | 2022 року захоплений російськими військами внаслідок російського вторгнення в Україну                                                                                         |
| МБАК-05 «Лубни»     | P178 (U178) | «Кузня на Рибальському» | 01030  | 07.04.2016    | 29.06.2017    | 01.07.2018         | ВМС України | Знищений         | Затонув в результаті бою за Маріуполь. Пізніше піднятий з дна росіянами, на катері видно численні пошкодження та пробоїни                                                     |
| МБАК-06 «Вишгород»  | P179 (U179) | «Кузня на Рибальському» | 01031  | 07.04.2016    | 24.06.2017    | 01.07.2018         | ВМС України | Зазнав ушкоджень | 2022 року захоплений російськими військами внаслідок російського вторгнення в Україну                                                                                         |
| МБАК-07 «Костопіль» | P180        | «Кузня на Рибальському» | 01034  | 2018          | 3.4.2019      | 05.09.2020         | ВМС України | У строю          | У складі Західної бази ВМСУ |
| МБАК-08 «Буча»      |             | «Кузня на Рибальському» | 01036  | 08.02.2019    | 30.09.2021    | 26.05.2023         | ВМС України | У строю          | Флагман київського дивізіону річкової флотилії |

### Відео
- Український флот отримав нові бойові кораблі [Архівовано 28 лютого 2020 у Wayback Machine.]
- На заводі «Кузня на Рибальському» спустили артилерійський катер «Гюрза-М»
- «Розбили пляшку шампанського»: на воду спустили третій артилерійський катер Гюрза-М
- Церемонія спуску на воду малого артилерійського катера
- Хвилі «Гюрзи»
- Нові катери ВМС України.
- МБАКи проєкту 58155 проходять державні випробування в морі під Одесою [Архівовано 18 жовтня 2017 у Wayback Machine.]
- Випробування малих броньованих артилерійських катерів типу «Гюрза-М». [Архівовано 2 жовтня 2020 у Wayback Machine.]